# Federico Vargas Rodríguez
Federico Eugenio Vargas Rodríguez (Monterrey, Nuevo León, 29 de septiembre de 1977) es un político mexicano, miembro de Partido Revolucionario Institucional (PRI). Fue secretario de Desarrollo Económico y de Desarrollo Social del gobierno de Nuevo León y diputado federal de 2015 a 2018.

## Biografía
Es licenciado en Comercio Internacional y maestro en Gestión Pública Aplicada por el Instituto Tecnológico y de Estudios Superiores de Monterrey (ITESM). 
Ejerció su profesión ingresando en la Administración general de Aduanas de la Secretaría de Hacienda y Crédito Público (SHCP); en 2001 fue jefe de operaciones del Área de Exportación de la Aduana de Colombia, Nuevo León, de 2001 a 2002 fue coordinador de la relación bilateral entre Aduana México y la Oficina de Aduanas y Protección Fronteriza de Estados Unidos, de 2002 a 2003 fue subadministrador de la Aduana en Nogales, Sonora, de 2003 a 2004 fue administrador del destino de bienes y en 2004 asesor de la Administración General de Recaudación, ambos en la SHCP.
En 2004 ingresó al gobierno de José Natividad González Parás en Nuevo León, donde fue secretario adjunto del gobernador de 2004 a 2006 y luego director de Comercio Internacional de la Secretaría de Desarrollo Económico de 2006 a 2009. Posteriormente el siguiente gobernador de Nuevo León, Rodrigo Medina de la Cruz, lo nombró de 2009 a 2011 director general de la Corporación para el Desarrollo de la Zona Fronteriza de Nuevo León, de 2011 a 2012 subsecretario de Industria, Comercio y Servicios de la Secretaría de Desarrollo Económico, 2012 a 2013 secretario de Desarrollo Económico, y de 2013 a 2015 secretario de Desarrollo Social de su gobierno.
Renunció a la secretaría de Desarrollo Social para ser, en las elecciones de 2015 candidato del PRI y el Partido Verde Ecologista de México (PVEM) a diputado federal por el Distrito 5 de Nuevo León. Logró la victoria, recibiendo el 41.37% de los votos, superando el 19.81% de votos de su opositora del PAN, África Donají Elizondo Rodríguez. En la LXIII Legislatura de dicho año a 2018, fue secretario de la comisión de Ciencia y Tecnología; así como integrante de las comisiones de Agua Potable y Saneamiento; de Competitividad; y, Especial encargada de estudiar, analizar, evaluar y supervisar el funcionamiento de aduanas, puertos y aeropuertos nacionales.
Mientras era diputado, en 2016 fue señalado como responsable de desvíos de recursos públicos en su gestión como secretario y formalmente inhabilitado para cargos públicos. Sin embargo, el 13 de abril de 2019 el presidente municipal de Monterrey, Adrián de la Garza Santos, lo nombró secretario de Infraestructura Vial del ayuntamiento, y permaneció en ella hasta su renuncia el 9 de octubre de 2020.